# Ó Abre Alas
Ó Abre Alas est une marchinha de carnaval composée en 1899 par la musicienne brésilienne Chiquinha Gonzaga.

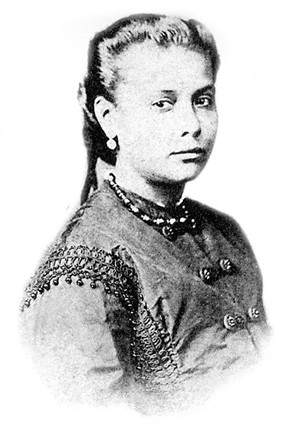
La compositrice Chiquinha Gonzaga, à 18 ans.

Première marchinha de carnaval (« petite marche de carnaval ») de l'histoire, elle est aussi considérée comme l'une des toutes meilleures de tous les temps.

## Histoire et succès
Composée en fa mineur pour voix et piano en 1899, Ó Abre Alas est la composition la plus connue et la plus réussie de Chiquinha Gonzaga,. Elle avait cinquante-deux ans, déjà grand-mère, et c'est précisément l'année de cette composition que commence sa romance avec le jeune Portugais João Batista Fernandes Lage, alors âgé de seize ans.
La chanson a été composée pour le cordon de carnaval Rosa de Ouro, mentionné dans les paroles. Ce succès est considéré comme la première marchinha de carnaval de l’histoire,.
À l'époque, Chiquinha vivait à Andaraí et était déjà une compositrice renommée, lorsque des membres du cordon vinrent lui demander un « hymne » pour les festivités de Momesca cette année-là, ainsi que le rapporte l'historienne Geysa Boscoli (pt), sa parente. Malgré sa position, elle accepte l'invitation, ce qui aboutit à la victoire de Rosa de Ouro au Carnaval. Il était courant, à cette époque, que les cordons chantent des vers annonçant leur passage, et la marche de Chiquinha anticipait un genre qui n'aura pris son essor que deux décennies plus tard.
Entre 1901 et 1910, la chanson connaît un grand succès lors des carnavals et devient un symbole du carnaval de Rio.

## Postérité
La dramaturge luso-brésilienne Maria Adelaide Amaral (pt) a adapté une comédie musicale intitulée Chiquinha Gonzaga, Ó Abre Alas — ou simplement O Abre Alas dans la version de Rio — qui a été créée à São Paulo en 1983 et à Rio de Janeiro en 1996. La comédie musicale de São Paulo a été dirigée par Osmar Rodrigues Cruz (pt), le rôle titre étant attribué à Regina Braga (pt) ; dans la version Rio, elle a été adaptée par Charles Möeller (pt), avec Rosamaria Murtinho (pt) comme protagoniste. Plusieurs œuvres de théâtre ont été créées en hommage à la chanson ou à Chiquinha Gonzaga en 1954 (Ô Abre Alas!), en 1983 (Chiquinha Gonzaga, Ó Abre Alas), en 1998 (O Abre Alas) et en 1999 (O Abre Alas: 150 anos de Chiquinha Gonzaga), pour les 150 ans de la naissance de l'autrice.
En 2000, Amaral publie l'ouvrage Ò Abre Alas, chez Civilização Brasileira.
En 2011, le magazine Veja a sélectionné les 10 plus belles marches du Carnaval de tous les temps, et Ó Abre Alas est en quatrième position,

## Enregistrements connus
- 1910, interprétée par Banda da Casa Faulhaber ; enregistrée le 12 avril 1910 et sortie en 1911[13]
- 1913, interprétée par Banda da Casa Edison ; composition modifiée par Santos Bocot ; enregistrée le 19 septembre 1911 et sortie en 1913 chez Odeon[14]
- 1939, interprétée par Jaime Brito accompagné par Simon Bountman et l'Orquestra Odeon ; enregistrée le 25 septembre 1939 et sortie la même année chez Odeon[15]
- 1953, interprétée par Jorge Goulart accompagné par Vero e Sua Orquestra ; composition modifiée par Inha, B. Lobo et Belem ; enregistrée en août 1953 et sortie en 1954 chez Continental[16]

Selon l'Escritório Central de Arrecadação e Distribuição (pt), un bureau privé chargé de collecter et de distribuer les droits d'auteur sur la musique à leurs auteurs, la compositrice de cette chanson étant morte en 1935, le droit d'auteur de cette chanson a expiré en 2005, puisqu'au Brésil, une œuvre entre dans le domaine public 70 ans après la mort de son auteur.